# Волчья яма

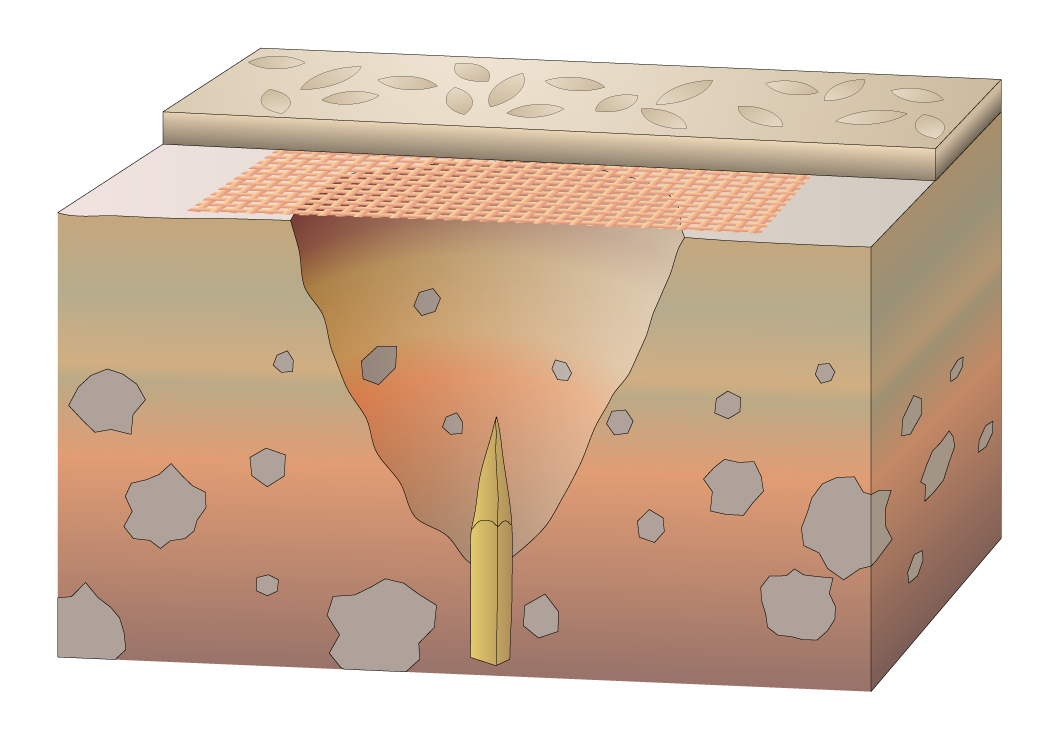
Звероловная яма.

Волчьи ямы — в военном деле, искусственное препятствие (заграждение), в виде рядов ям (углублений) в земле, в виде усечённых конусов, глубиною в рост человека (1,75 метра), диаметром по дну 0,5 — 0,7 метров, с вбитыми в дно короткими, заострёнными наверху кольями, расположенными в шахматном порядке в 4 — 5 рядов. 
Сверху каждая волчья яма маскировалась. В других источниках указано что Волчья яма, ловушка на волка, яма, покрытая хворостом, с привадою на шесте, для ловли волков; волчьи ямы, воен. вырытые перед укрепленьем, для затрудненья приступа, искусственные препятствия на вероятном пути атаки противника.

## В военном деле
Волчьи ямы — одно из древнейших заграждений, препятствий. Римляне их применяли при укреплении своих полевых лагерей. Описываются Юлием Цезарем в своей седьмой книге «Комментарии о галльской войне». Цезарь называет волчью яму «лилией», за сходство с цветком.
Волчьи ямы применялись Русскими войсками при оборудовании укреплений Кубанского кордона на Кавказской линии. 

... 14. Каждую стрелковую ячейку, независимо от наличия перед ней общих заграждений (проволока, минные поля), обеспечить непосредственными препятствиями, как то: замаскированные волчьи ямы, канавы и ровики, спотыкачи, низко натянутая на кольях проволока. Все препятствия располагать в 4—5 м от ячейки и тщательно замаскировать. ...— Директива командующего войсками Карельского фронта о службе войск 7-й армии на переднем крае обороны, от 2 сентября 1944 года.
Во время войны во Вьетнаме волчьи ямы часто использовались местными партизанами против американских войск. На дне волчьих ям устанавливали колья из бамбука и остриё смазывали фекалиями или гниющими остатками трупов животных для заражения жертв инфекцией. По статистическим данным, потери личного состава американских солдат от противопехотных мин составляли от 11 % до 15 % раненых, а от волчьих ям — около 2 %.

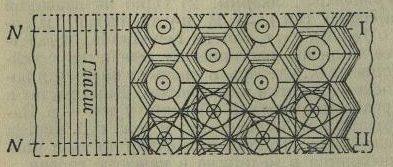
План волчьих ям[9].
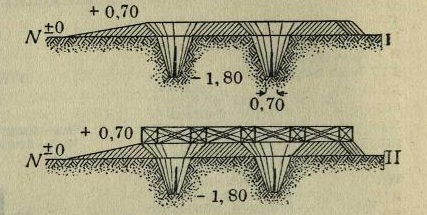
Профиль волчьих ям[9].
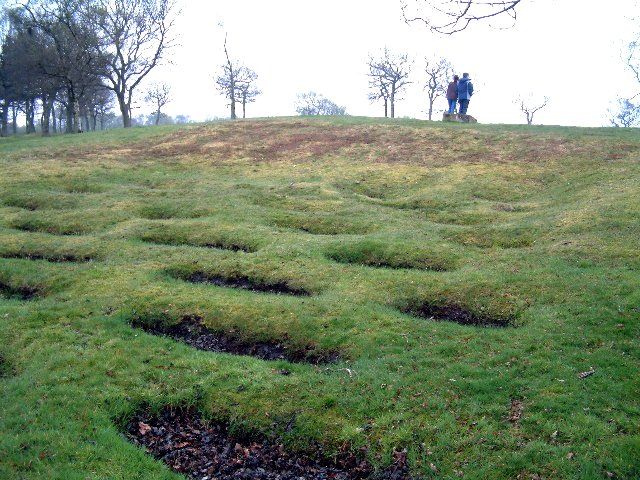
Остатки волчьих ям перед небольшим фортом в Вале Антонина.
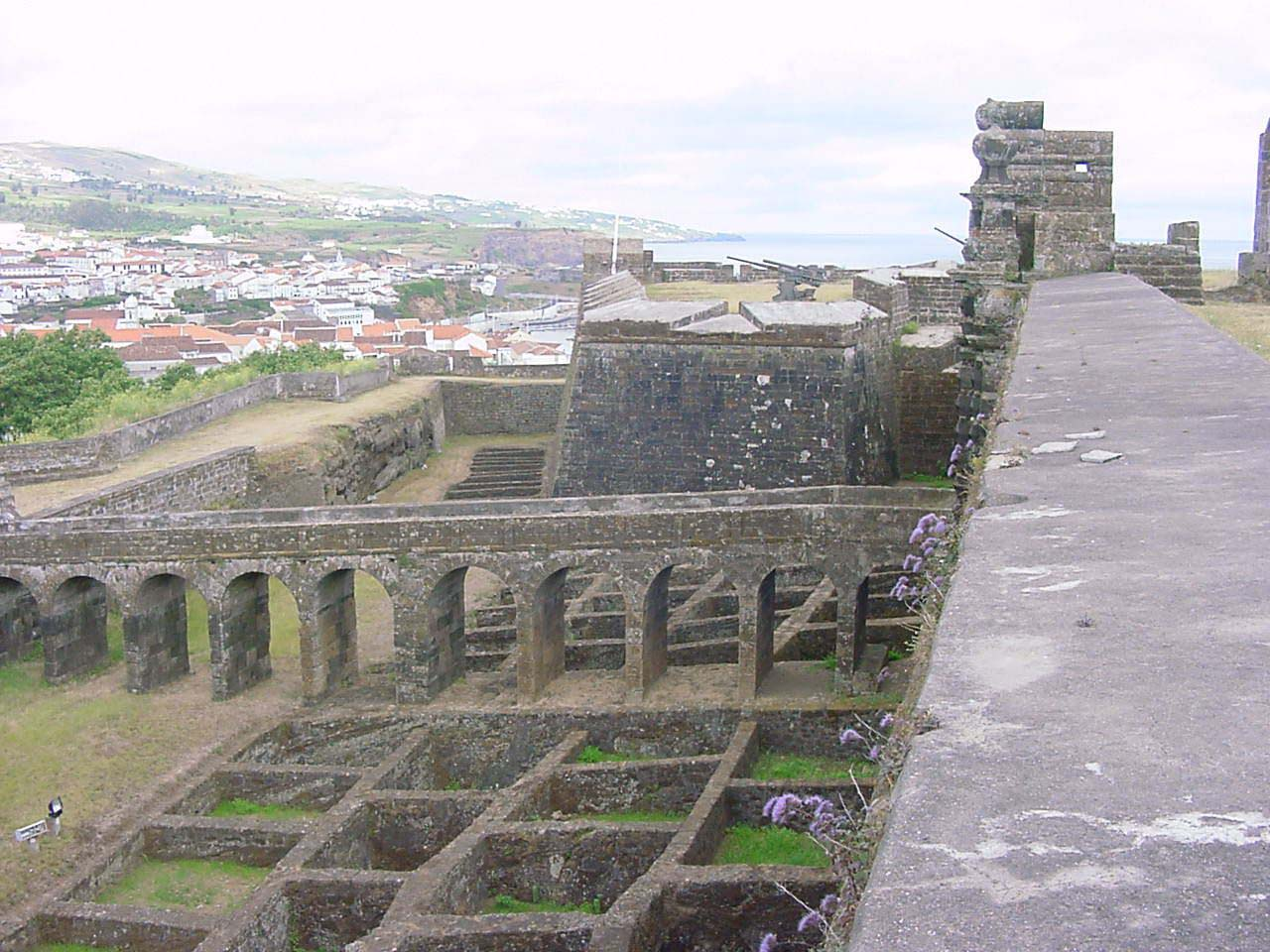
Волчьи ямы перед крепостью конца XVI века на Азорских островах.
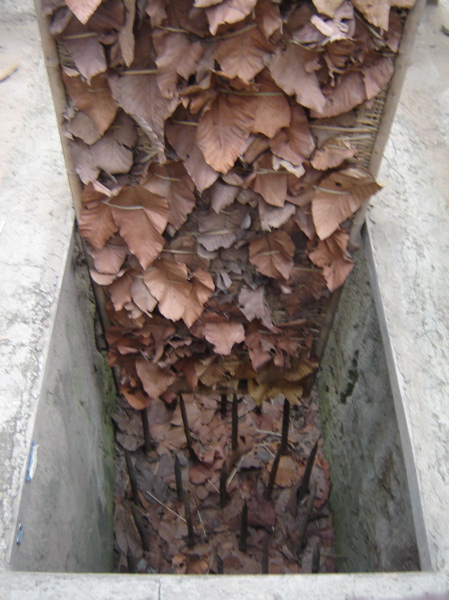
Волчья яма для американских солдат, Вьетнам.